# Alfred Keeling
Alfred Keeling (14 tháng 12 năm 1920 - 1 tháng 12 năm 1942) là một cầu thủ bóng đá người Anh thi đấu ở vị trí tiền đạo.

## Sự nghiệp
Keeling sinh ra ở Bradford, và ban đầu học tại Trường Carlton Street, Sedbergh và East Bierley. Ông gia nhập Bradford Park Avenue năm 1936, thi đấu ở đội dự bị trước khi kí hợp đồng chuyên nghiệp vào ngày 14 tháng 12 năm 1937, trong sinh nhật thứ 17 của ông. Pugh có màn ra mắt ở Football League cho đội bóng vào ngày 26 tháng 3 năm 1938, và sau khoảng thời gian ngắn với Portsmouth, ông gia nhập Manchester City vào tháng 5 năm 1939. Sự nghiệp của Pugh bị gián đoạn do Thế chiến thứ II, và ông thi đấu với tư cách khách mời cho Bradford City, Manchester City và Bradford Park Avenue. Keeling sau đó gia nhập Không quân Hoàng gia Anh và bị bắn hạ trên Vịnh Biscay vào ngày 1 tháng 12 năm 1942.